# Rothschild-sarlósfecske
A Rothschild-sarlósfecske (Cypseloides rothschildi) a madarak osztályának a sarlósfecske-alakúak (Apodiformes) rendjébe és a sarlósfecskefélék (Apodidae) családjába tartozó faj.

## Rendszerezése
A fajt John Todd Zimmer amerikai ornitológus írta le 1945-ben.

## Előfordulása
Dél-Amerikában, Argentína, Bolívia és Peru területén honos. A természetes élőhelye szubtrópusi és trópusi hegyi esőerdők és magaslati füves puszták. Állandó, nem vonuló faj.

## Megjelenése
Testhossza 15 centiméter.

## Természetvédelmi helyzete
Az elterjedési területe elég kicsi és csökkenő, egyedszáma nem éri el a tizenötezret, viszont még stabil. A Természetvédelmi Világszövetség Vörös listáján mérsékelten fenyegetett fajként szerepel.

## Külső hivatkozások
- Képek az interneten a fajról
- Xeno-canto.org - a faj hangja és elterjedési területe